# Downton Abbey: En ny era
Downton Abbey: En ny era (engelska: Downton Abbey: A New Era) är en brittisk dramafilm från 2022 och uppföljaren till filmen Downton Abbey från 2019. Den är regisserad av Simon Curtis, med manus skrivet av Julian Fellowes.
Filmen hade biopremiär i Sverige den 13 juli 2022, utgiven av Universal Pictures.

## Rollista (i urval)
- Hugh Bonneville – Robert Crawley, 7th Earl of Grantham
- Elizabeth McGovern – Cora Crawley, Countess of Grantham
- Maggie Smith – Violet Crawley, Dowager Countess of Grantham
- Michelle Dockery – Lady Mary Talbot
- Laura Carmichael –  Edith Pelham, Marchioness of Hexham
- Jim Carter – Charles Carson
- Phyllis Logan – Elsie Carson
- Brendan Coyle – John Bates
- Kevin Doyle – Joseph Molesley
- Joanne Froggatt – Anna Bates
- Penelope Wilton – Isobel Grey, Lady Merton
- Sophie McShera – Daisy Parker
- Imelda Staunton – Maud